# ポートランディア (小惑星)
ポートランディア (757 Portlandia) は小惑星帯に位置する小惑星である。ベスタ族に近い軌道を持つが、スペクトルは異なっている。
1908年4月30日、ジョエル・ヘイスティングス・メトカーフが発見した。彼が住んでいたメイン州のポートランドにちなんで名付けられた。